# Hořec jarní
Hořec jarní (Gentiana verna) je drobná, asi 10 cm vysoká vytrvalá bylina s azurově modrými pěticípými květy s bělavým středem.

## Rozšíření
Rostlina převážně evropská, vázána na biotopy vyšších pohoří, jako jsou hlavně Pyreneje, Apeniny, Alpy, Karpaty a balkánská pohoří, mimo Evropu jsou to africký Atlas a v Asii Kavkaz a hornaté oblasti mezi Balchašským a Bajkalským jezerem. Mimo výše uvedená pohoří se v Evropě ostrůvkovitě vyskytuje ve Velké Británii a Irsku, v České republice, Slovensku, Polsku a na Ukrajině. Hořec jarní je světlomilný a vlhkomilný druh, v nižších oblastech roste na vlhkých pastvinách nebo na živiny chudých krátkostébelných kosených loukách, v subalpínských oblastech (až do nadmořské výšky 2500 m), na periodicky vlhkých terasách se zásaditou půdou bohatou na minerály. Neprosazuje se v konkurenci vyšších rostlin.
V České republice se hořec jarní, na rozdíl od ne příliš dávné minulosti, vyskytuje jen vzácně, na třech lokalitách. Prvá je nížinná populace v NPP Rovná nedaleko Strakonic, jediná v Čechách. Další dvě, horské, jsou na Moravě v CHKO Jeseníky (PR Malá kotlina a Velká kotlina).

## Popis
Z tenkého plazivého rozvětveného oddenku vyrůstají husté přízemní růžice eliptických až protáhle vejčitých listů dlouhých asi 1,5 cm. Z růžice roste krátká lodyha zakončená jedním vzpřímeným květem. Jeden až čtyři páry vstřícných přisedlých úzkých lodyžních listů, kratších než 1 cm, mají čepele vejčitého tvaru. Původně krátká lodyha se po odkvětu prodlužuje až na 10 cm. Významnou roli při výživě rostliny rostoucí na půdách s nedostatkem dusíku sehrává mykorhiza.
Rozkvetlé, pravidelné pětičetné oboupohlavné květy mívají v průměru 18 až 30 mm, rozkvétají ve středoevropských podmínkách již od dubna nebo května, ze všech hořců nejdříve. Úzký zvonkovitý kalich je 1,5 až 2 cm dlouhý a na hranách bývá úzce křídlatý, cípy úzce trojúhelníkových kališních lístků jsou ostře zašpičatělé. Výrazně azurově modrá koruna tvořící trubku, dlouhou 2 až 3 cm, v polovině je rozeklaná v pět vejčitých cípů, mezi nimi jsou dvouklané, malé zoubky. Květy jsou opylovány převážně čmeláky, včelami a můrami sajících ze dna květů nektar. Plodem je přisedlá, válcovitá tobolka ukrývající hnědá, na povrchu síťovaná semena která pomáhají rozšiřovat mravenci.

## Ohrožení
Hořec jarní patří podle "Černého a červeného seznamu cévnatých rostlin ČR" mezi rostliny kriticky ohrožené C1 (CR). Většina dřívějších lokalit výskytu hořce jarního na našem území zanikla kvůli změně v obhospodařování travnatých porostů, především přechodem z extenzivní pastvy na mechanizované sečení. K dalším faktorům, které značně urychlily vymírání tohoto druhu, patří meliorace či rozorávání luk. V roce 2008 byl schválen celorepublikový záchranný program pro hořce jarního, který mj. spočívá v extenzivním spásání kozami a ovcemi nebo v pravidelném kosení míst jeho výskytu a obnově zaniklých populací výsevem semen nebo výsadbou zahradnicky vypěstovaných mladých rostlin.
Pro získáni rostlin k přesazování na původní stanoviště byla vypracována metoda, při které z 1 cm dlouhých vegetativních výhonků jsou na agaru, perlitu a později v zahradnickém substrátu vypěstovány kompletní rostliny.

## Taxonomie
Druh hořec jarní se dělí do pěti poddruhů, v České
republice (stejně jako v celé střední Evropě) se vyskytuje pouze nominální poddruh verna.
- Gentiana verna L. subsp. verna
- Gentiana verna L. subsp. balcanica N. M. Pritch.
- Gentiana verna L. subsp. penetii Litard. et Maire
- Gentiana verna L. subsp. pontica (Soltok.) Litard. et Maire
- Gentiana verna L. subsp. tergestina (Beck) Hayek [3][4]